# Briqueterie (quartier de Yaoundé)
Pour les articles homonymes, voir Briqueterie.
Ekoudou, dit La Briqueterie est un quartier de Yaoundé, la capitale politique du Cameroun. C'est un quartier administratif, un quartier historique et le lieu d'une chefferie administrative. La spécificité de ce quartier est sa population majoritairement composée de communautés musulmanes haoussas.

## Situation et délimitation
Le quartier Ekoudou, dit Briqueterie se trouve dans la zone nord-ouest de la ville de Yaoundé. C'est l'un des dix-huit quartiers de la commune de Yaoundé II. Il est limité au Nord par le quartier Tsinga, au sud par la rivière Abyedaga qui marque la frontière avec le quartier Messa, et à l’Est et au Nord-Est par la rivière Eko Zog. Le quartier couvre une superficie de 71 hectares. Il a toujours été un lieu de peuplement de communautés migrantes, en tête desquelles les Haoussa, qui sont suivis des Kanouri et des Bamoun. Néanmoins, on retrouve également, de façon marginale des Bamileke, des Peuls.
Le quartier de la Briqueterie aurait connu plusieurs dénominations dans la langue ewondo : Ekudu, Meban, Ekozog, et enfin le patronyme Elig Fuda Mekengo. Les appellations Ebé Birig puis Birig Asi (manufacture de briques, devenu briqueterie). Cette dernière dénomination est liée à l'implantation d'un établissement industriel de fabrication de briques en terre cuite pendant la période coloniale allemande.

## Historique

### Origines
La Briqueterie figure parmi les plus anciens quartiers de la ville de Yaoundé, fondée dans sa forme moderne en 1889 par les colonisateurs allemands en lieu et place de villages ewondos. Dès sa création, ce quartier a été un lieu d’installation de populations non-autochtones et non-ewondo. Aujourd'hui, il rassemble des populations haoussa, bamileke et ewondo. Administrativement, le nom du quartier est Ekoudou. Cette appellation aurait trois significations :  d'abord lieu de tamis (en référence aux femmes qui venaient tamiser les noix de palme pour en extraire de l'huile), ensuite jachère (parce que le site aurait été couvert déboisement et de terre en assolement) et enfin fin l'exode ( qui fait allusion au désir des populations migrantes de recouvrer enfin une vie sédentaire, Ekoudou symboliserait alors une implantation stabilisée, une volonté de marquer la fin d'un épisode migratoire. Toutefois, les populations désignent l'ensemble du quartier sous le nom de Briqueterie, selon une pratique courante à Yaoundé, qui est le théâtre d'une sorte de querelle des noms de lieux. Ainsi pour un même espace, il existe souvent une appellation administrative et une autre d'usage.

### 1895, installation d’une usine de brique allemande
En 1895, le major Hans Dominik, chef du poste militaire de Yaoundé, installe une usine de briques sur la rive droite de la rivière Abiergué, qui sépare aujourd’hui la Briqueterie du quartier Messa. Cette usine et ses productions ont pour objectif de fournir les matériaux nécessaires à la construction des premiers bâtiments de la ville coloniale. L’usine produisait 600 briques de terre cuite par jour, ainsi que des tuiles. Le lieu de son implantation prend le nom de Briqueterie.

### 1936, installation des communautés haoussas
En 1936, les politiques de gestions urbaines coloniales amènent les colonisateurs français à installer dans ce quartier une importante communauté haoussa après que celle-ci ait été expulsée pour des raisons d’aménagement d’un autre quartier de la ville. Cette installation ne se fait pas sans heurts. Essomba Sebastien, chef de quartier à Yaoundé, revendiquant cet espace pour lui-même et pour les communautés ewondos. S’ensuit alors une longue bataille judiciaire de plusieurs années devant les juridictions coloniales compétentes, portée par le chef de la communauté haoussa Malam Ibrahim et Alhadji Koramou, un commerçant haoussa[source insuffisante]. Le 24 mars 1959, la justice prononce une décision en faveur de la communauté haoussa qui met fin à cette revendication. Dès lors la communauté s’établit à la Briqueterie sans crainte d’une nouvelle éviction.

### Création d’une chefferie administrative à la briqueterie
En 1993, le chef de la communauté haoussa de la Briqueterie, Ahmadou Ousman Maikoko entreprend les démarches auprès de Gilbert Andzé Tsoungui, alors vice-premier ministre du Cameroun chargé de l’Administration Territoriale, afin d’obtenir une reconnaissance officielle de l’existence ancienne d’une chefferie traditionnelle des haoussas de la briqueterie. Les démarches aboutissent en 1993 et est créé par arrêté ministériel une chefferie haoussa qui devient la chefferie de groupement d’Ekoudou[source insuffisante]. C’est une chefferie de 2e degré c’est-à-dire qui couvre au moins deux chefferies du troisième degré et dont le territoire ne peut aller au-delà des limites d'arrondissements.

## Monuments

### La mosquée du milieu
La mosquée du milieu est construite en 1936, c’est alors la première mosquée de la ville de Yaoundé. Cette date correspond à l’année d’installation de la communauté haoussa à la Briqueterie. Elle fut construite en face de la première « chefferie » ou palais. Elle a été rénovée au début des années 2000 pour prendre sa forme actuelle.

### La mosquée centrale de Yaoundé
La mosquée centrale est située sur l’unique colline du quartier Briqueterie (haute de 764m). Au moment de sa construction entre 1952 et 1955, sous la supervision de l'architecte français J.M. Bucaille, elle est la deuxième mosquée de la Briqueterie. Elle fut construite grâce à des financements partagés entre la communauté musulmane 50%, la communauté urbaine 30% et l’administration coloniale 20%.
En 2007, le bâtiment d’origine fut détruit pour laisser place à une nouvelle architecture. Cette nouvelle construction fut entreprise par Alhadji Garba Nabara, un riche homme d’affaires haoussa et fils d’Alhadji Tanko, un des premiers habitants du quartier, assisté par l’État du Cameroun et celui de la Turquie. Elle est inaugurée le 20 novembre 2015 par le premier ministre Philémon Yang, représentant personnel de Paul Biya, président de la république. Aujourd’hui, elle est dirigée par un double collège d’imams. Les cinq prières quotidiennes sont dirigées par le 1er collège qui est composé de quatre imams. Les prières du vendredi et des jours de fête sont dirigées par le second collège composé de deux imams.